# Tubod (Lanao del Norte)
Tubod ist eine eigenständig verwaltete Gemeinde in der philippinischen Provinz Lanao del Norte. Sie ist zugleich die Sitz der Provinzregierung dieser Provinz und befindet sich an ihrer westlichen Grenze zur Nachbarprovinz Misamis Occidental direkt an der Bucht von Panguil gelegen.

## Namensherkunft
Tubod erhielt seinen Namen von einer Quelle, die in Sitio Baybay im Baranggay Poblacion liegt. Laut einer Legende trocknet die Quelle selbst bei den längsten Trockenperioden niemals aus. 
Der Name Tubod stammt aus dem Dialekt Visayan und bedeutet „Wasserquelle“.
Historiker weisen darauf hin, dass sich vor allem christliche Einwanderer aus Luzon und den Visayas an diesem Ort ansiedelten.

## Baranggays
Tubod ist politisch ist 24 Baranggays unterteilt.
| - Barakanas - Baris (Lumangculob) - Bualan - Bulod - Camp V - Candis - Caniogan - Dalama - Kakai Renabor - Kalilangan - Licapao - Malingao | - Palao - Patudan - Pigcarangan - Pinpin - Poblacion - Pualas - San Antonio - Santo Niño - Taden - Tangueguiron - Taguranao - Tubaran |

## Geschichte
Mit dem Republic Act Nr. 58 wurde Tubod am 17. Oktober 1946 aus der Muttergemeinde Kolambugan herausgelöst und zu einer eigenen Verwaltungsgemeinde ernannt. 
Von diesem Zeitpunkt ging die wirtschaftliche Entwicklung schleppend voran, da der Ort über so gut wie keine ausgebauten Straßen verfügte. Auch in den weiteren Jahren, als sich die Verwaltungsregierung im Ortsteil Baroy befand, verschleppte sich die Entwicklung der Gemeinde weiter.
Am 10. Juni 1949, mit dem Executive Order Nr. 222, wurde dann der Ortsteil Baroy als eigenständige Verwaltungsgemeinde von Tubod getrennt. In den folgenden Jahren wurde der Straßenbau vorangetrieben, auch öffentliche Märkte und ein Kai wurden angelegt, was zur Entwicklung der Infrastruktur wesentlich beitrug.
Am  3. Februar 1982 wurde der Sitz der Provinzverwaltung Lanao del Nortes von der Stadt Iligan City nach Tubod verlegt, wodurch die Gemeinde zur Hauptstadt der Provinz wurde.

## Sehenswürdigkeiten
- Das Tubod Gemeindezentrum mit zahlreichen Sportstätten, Restaurants und einer Golfanlage
- Der Mt. Torong-torong
- Der Babuyan Lake
- Die Limuag Quelle
- Den Aloha Beach
- Den Pigcarangan Beach
- Die Quelle von Baybay